# جون هاربر (سياسي)
جون هاربر (بالإنجليزية: John Harper)‏ هو مهندس وسياسي أمريكي، ولد في 3 مايو 1930 في بارك ريدج في الولايات المتحدة، وتوفي في 15 يونيو 2001 في لويفيل في الولايات المتحدة. حزبياً، نشط في الحزب الجمهوري. وقد انتخب عضو مجلس نواب كنتاكي.